# Załuski (gmina)
Pour les articles homonymes, voir Załuski.
Załuski est une gmina rurale (gmina wiejska) de la powiat de Płońsk, dans la Voïvodie de Mazovie, dans le centre-est de la Pologne.
Son siège administratif (chef-lieu) est le village de Załuski, qui se situe environ 17 km au sud-est de Płońsk et 46 km au nord-ouest de Varsovie.
La gmina couvre une superficie de 111,65 km2 pour une population de 5 431 habitants en 2006.

## Histoire
De 1975 à 1998, la gmina est attachée administrativement à la voïvodie de Ciechanów.

Depuis 1999, elle fait partie de la voïvodie de Mazovie.

## Géographie
La gmina inclut les villages et localités de:

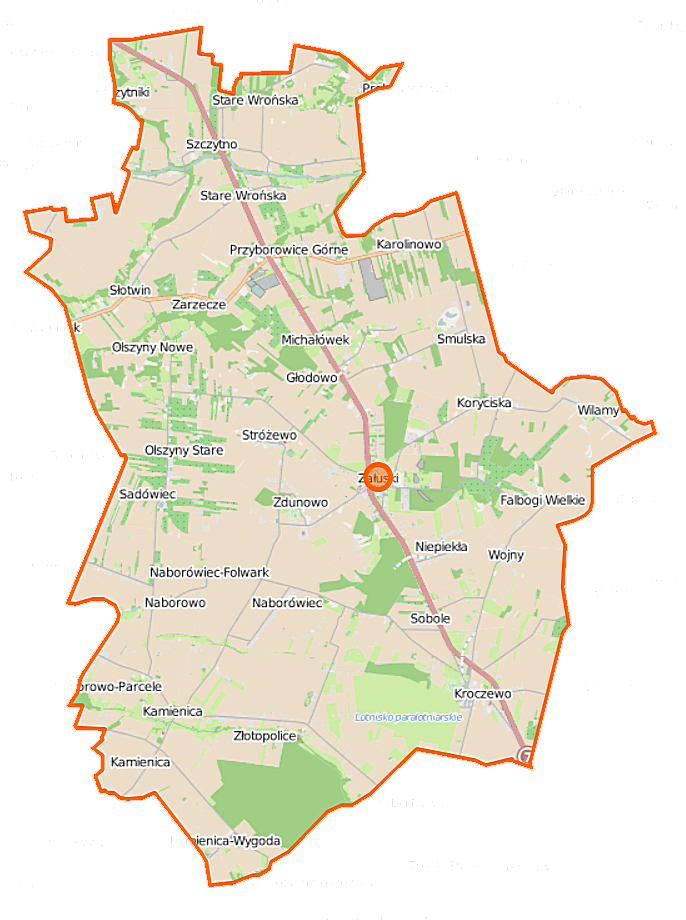
Plan de la gmina

- Falbogi Wielkie
- Gostolin
- Kamienica
- Kamienica-Wygoda
- Karolinowo
- Koryciska
- Kroczewo
- Michałówek
- Naborowiec
- Naborowo
- Niepiekła
- Nowe Olszyny
- Nowe Wrońska
- Przyborowice Dolne
- Przyborowice Górne
- Sadówiec
- Słotwin
- Smólska
- Sobole
- Stare Olszyny
- Stare Wrońska
- Stróżewo
- Szczytniki
- Szczytno
- Wilamy
- Wojny
- Załuski
- Zdunowo
- Złotopolice

### Gminy voisines
La gmina de Załuski est voisine des gminy suivantes :
- Czerwińsk nad Wisłą
- Joniec
- Naruszewo
- Płońsk
- Zakroczym

## Structure du terrain
D'après les données de 2002, la superficie de la commune de Załuski est de 111,65 km2, répartis comme tel :
- terres agricoles : 81 %
- forêts : 8 %

La commune représente 8,07 % de la superficie du powiat.

## Démographie
Données du 30 juin 2004 :
| Description        | Total  | Total | Femmes | Femmes | Hommes | Hommes |
| ------------------ | ------ | ----- | ------ | ------ | ------ | ------ |
| Unité              | Nombre | %     | Nombre | %      | Nombre | %      |
| Population         | 5 437  | 100   | 2 773  | 51     | 2 664  | 49     |
| Densité (hab./km²) | 48,7   | 48,7  | 24,8   | 24,8   | 23,9   | 23,9   |